# Lo malo
Lo malo, nota anche come Chico malo, è un singolo delle cantanti spagnole Aitana ed Ana Guerra, scritto da Jess Morgan, Will Simms e Brisa Fenoy e prodotto da Antonio Ferrara, pubblicato il 6 aprile 2018 su etichetta discografica Universal Music Spain.
Il 4 dicembre 2017, l'emittente spagnola TVE ha confermato che avrebbe utilizzato il programma Operación Triunfo per selezionare il rappresentante per l'Eurovision Song Contest 2018. Il 20 dicembre è stato rivelato che i cinque finalisti della nona edizione del programma si sarebbero esibiti al "Gala Eurovisión", dove il pubblico spagnolo avrebbe scelto sia la canzone che i suoi interpreti per l'Eurovision Song Contest. I nove brani in competizione, suddivisi in cinque brani solisti, tre duetti e un brano di gruppo, sono stati svelati il 23 gennaio 2018.
Il 29 gennaio 2018 durante il "Gala Eurovisión", Lo malo ha ricevuto abbastanza voti per accedere alla superfinale a tre, dove si è classificato terzo con il 26% dei voti, dietro alla coppia vincitrice composta da Alfred García ed Amaia Romero.
Il 24 agosto 2018, viene rilasciata una versione remix del brano, dove si aggiungono alla collaborazione la cantante argentina Tini Stoessel e la cantante colombiana Greeicy Rendón.

## Tracce
Download digitale
1. Lo malo – 3:00

Download digitale – Remixes
1. Lo malo - Remix (feat. Greeicy & TINI) – 3:04

## Classifiche
| Classifica (2018) | Posizione massima |
| ----------------- | ----------------- |
| Panama            | 3                 |
| Spagna            | 1                 |
| Venezuela         | 27                |

## Nella cultura di massa
L'8 marzo 2018, dei segni di protesta con il testo del brano sono stati utilizzati durante le manifestazioni della Giornata internazionale della donna in tutta la Spagna, dato che il brano tratta dell'empowerment femminile contro il maschilismo.
Nell'aprile 2018, la Stradivarius marchio di proprietà della Inditex ha rilasciato una T-shirt ispirata al brano che è stata venduta ed esaurita in meno di ventiquattro ore.